# Agustín Rogel
Agustín Maximiliano Rogel Paita (* 17. října 1997) je uruguayský profesionální fotbalista, který hraje na pozici středního obránce za německý klub Hertha BSC a uruguayský národní tým.

## Klubová kariéra
Rogel začal svou kariéru v Nacionalu. Poté, co se v předsezónní přípravě na sezónu 2015/16 zapojil do prvního týmu, si poranil meniskus. Zranění si vyžádalo operaci a pauzu od fotbalu na šest měsíců. V prvním týmu debutoval jako náhradník v Copa Libertadores proti venezuelskému týmu Zulia při porážce 1:0 15. března 2016. V lize debutoval ve stejném roce. Dne 3. května 2018 Rogelův agent řekl, že odmítl nabídku smlouvy od anglického Leedsu United.
Dne 30. srpna 2018 podepsal čtyřletou smlouvu s ruským klubem Křídla Sovětů Samara.
Dne 19. července 2019 podepsal čtyřletou smlouvu s francouzským klubem Toulouse. Dne 19. února 2021 přestoupil na hostování do konce sezóny do argentinského týmu Estudiantes de La Plata. Dne 13. ledna 2022 mu byla ukončena smlouva s mateřským klubem Toulouse.
Dne 17. ledna 2022 se Rogel vrátil do Estudiantes a podepsal zde roční smlouvu.
Dne 31. srpna 2022 se Rogel připojil k německému klubu Hertha BSC, kde podepsal čtyřletou smlouvu do června 2026.

## Reprezentační kariéra
Rogel je bývalý uruguayský mládežnický reprezentant. Byl součástí týmu do 20 let, který v roce 2017 vyhrál Mistrovství Jižní Ameriky ve fotbale hráčů do 20 let.
V září 2022 byl Rogel poprvé povolán do uruguayského národního týmu. Debutoval 23. září 2022 při porážce 1:0 s Íránem.

## Statistiky

### Reprezentační
Platí k zápasu hranému 23. září 2022.
| Národní tým | Rok     | Zápasy | Góly |
| ----------- | ------- | ------ | ---- |
| Uruguay     | 2022    | 1      | 0    |
| Celkově     | Celkově | 1      | 0    |

## Úspěchy
Uruguay U20
- Mistrovství Jižní Ameriky ve fotbale hráčů do 20 let: 2017